# Arctornis sclerotuncus
Arctornis sclerotuncus är en fjärilsart som beskrevs av Holloway 1999. Arctornis sclerotuncus ingår i släktet Arctornis och familjen tofsspinnare. Inga underarter finns listade i Catalogue of Life.